# Falkland Islands Holdings
Falkland Islands Holdings plc (LSE: FKL) o FIH es un conglomerado británico que juega un papel clave en la economía de las islas Malvinas a través de la Falkland Islands Company (FIC). Sus otros negocios principales son el puerto de Portsmouth Ferry Company, que opera el Gosport Ferry en el sur de Inglaterra, y una empresa de almacenamiento y transporte de arte con sede en Londres llamado Momart. El director general de la FIC es John Foster, quien reemplazó a Roger Spink.
La oficina central está en Bishop’s Stortford, Inglaterra.
Históricamente, la Falklands Islands Company fue una poderosa empresa que manejó tanto la economía como la vida política de las islas, concentrando el comercio, el tráfico y la explotación ovina. Con el tiempo se transformó en un poder paralelo al de la autoridad colonial británica, llegando a condicionar las relaciones entre la Argentina y el Reino Unido tanto como para llegar a frustrar un intento de acercamiento diplomático concreto por la disputa de la soberanía las islas en 1968. La compañía concretó un grupo de presión en defensa de su monopolio económico que fue central para plasmar la política británica al respecto.
La FIC es uno de los símbolos principales de la presencia británica en el archipiélago y una de sus instalaciones conforma un edificio emblemático de Puerto Argentino/Stanley.

## Información financiera
Las acciones del FIH cotizan en el Alternative Investment Market (AIM) de Londres desde el 13 de enero de 2003. En julio de 2010, el valor de mercado de la FIH fue de alrededor 36 millones de libras. La empresa también obtuvo un beneficio fiscal.

## Historia

### Antecedentes y formación
La filial clave de la compañía, la Falkland Islands Company (FIC), se constituyó en 1851 y recibió su carta real el 10 de enero de 1852. Establecido con un capital autorizado de £ 100.000, su propósito era llevar a cabo actividades comerciales agrícolas y generales, además de establecer vínculos de envíos con el Reino Unido. 
La FIC nació gracias a Samuel Lafone, comerciante y hombre de negocios británico residente en Uruguay que, tras la ocupación británica de las islas en 1833 comenzó un emprendimiento para fomentar la colonización británica. Su hermano Alejandro también desempeñó un papel importante. Luis Vernet, gobernador argentino entre 1829 y 1832, vendió parte de sus participaciones en las islas a George T. Whittington, un comerciante británico que formó la Asociación Agrícola y de Pesca Comercial de las Malvinas en 1839. Esta organización fue un factor clave para presionar al gobierno británico para establecer una colonia en las islas, en lugar de una base militar. Él proporcionó a Lafone mapas de la isla Soledad y conocimiento de las potencialidades de la población de ganado salvaje, adquiridos indirectamente de Vernet.
En octubre de 1840, Whittington envió a su hermano John B. Whittington con dos buques, colonos y tiendas a Puerto Soledad, donde llegaron en enero de 1841 con el propósito de formar una colonia. Whittington exigió a su llegada a ser puesto en posesión de la tierra que supuestamente su hermano había adquirido de Vernet. El representante británico teniente John Tyssen no había sido advertido de los hechos y dijo que no tenía autoridad para poner a Whittington en posesión de cualquier tierra. De todas formas se estableció en Puerto Soledad, construyó una casa de nueve habitaciones para su empresa, y estableció un negocio de pescado salado en un edificio utilizado durante la colonia argentina. Whittington estaba acompañado por John Markham Dean, que se estableció rápidamente como un comerciante de renombre en las islas.
Alejandro Lafone, se informó sobre las Malvinas luego de que Richard Moody, primer gobernador colonial británico, hiciera imprimir en Londres folletos para atraer inversores y colonos. Samuel ya conocía sobre Malvinas y Vernet. De hecho, intentó que Vernet se asocie a su empresa pero Vernet esperaba que se solucione la cuestión de la ocupación británica por la vía diplomática.
La sociedad de los hermanos Lafone se constituyó el 30 de marzo de 1843 y se renovó nuevamente el 4 de diciembre de 1855. En 1844 se realizó un reconocimiento del archipiélago para los Lafone. El observador enviado por los comerciantes fue Marcelino Martínez, estanciero de la provincia de Buenos Aires, entregando informes atractivos para colonizar, criar ovinos y vacunos, así como, para la instalación de un establecimiento en el sur para la caza y explotación de la ballena.

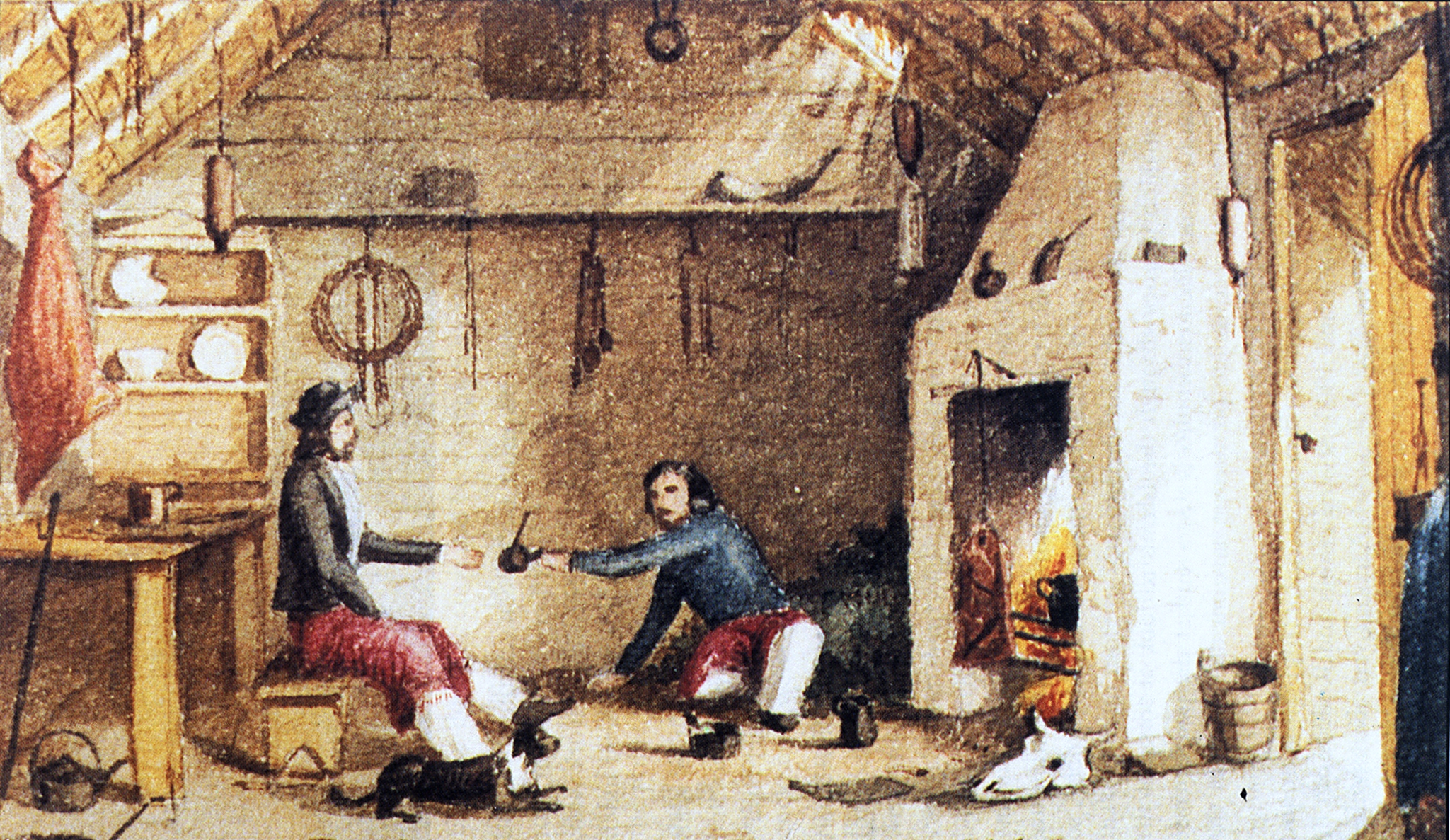
Gauchos en el establecimiento de Valle Esperanza de Lafone hacia 1850.

La FIC fue la dueña de todas las tierras de Lafonia.

Alejandro Ross Lafone se trasladó a Londres y suscribió un convenio con la propia reina Victoria en enero de 1846, por el cual Su Majestad Británica vendía la parte sur de la Isla Soledad (denominada Rincón del Toro y actualmente Lafonia), el mismo nombre del vapor que hacía la carrera entre Lafonia y Montevideo, además de pequeñas islas adyacentes y medio acre de la ciudad capital y 25 acres de la zona suburbana por 6 años y 6 meses, mediante un pago inicial de £ 10.000 y de £ 20.000 en diez años a partir del 1 de enero de 1852. Lafone también adquirió los derechos de propiedad de todo el ganado salvaje presente y se comprometío a construir ranchos y corrales.
En 1846, la empresa de Lafone fundó Valle Esperanza (Hope Place) en el norte de Lafonia y en 1849 se construyó un muro de césped a través del istmo de Darwin para ayudar a controlar los movimientos de carga. El establecimiento de Valle Esperanza fue el área del archipiélago malvinense que más empleó a los gauchos. El auge del asentamiento fue a mediados del siglo XIX. Allí funcionó un corral hecho por los gauchos y un saladero.
Moody quedó consternado por el acuerdo entre la Corona con Lafone, ya que le impedía asignar ganado salvaje para nuevos colonos. Puerto Argentino/Stanley, fundado por Moody en 1845, debía depender de la empresa de Lafone para el suministro de carne vacuna. Aunque su concesión obligaba a Lafone a llevar colonos del Reino Unido, la mayoría de los colonos que llevó eran gauchos e indígenas de Uruguay. Richard Williams, administrador de Lafone, pasó varios meses en Uruguay donde contrató a un grupo de gauchos liderador por su capataz Lorenzo Fernández. Su nombre aún está presente en la toponimia local.
 A diferencia de Vernet y otros comerciantes, Samuel Lafone nunca viajó a las Malvinas.
Hacia 1849 Lafone estaba negociando con sus acreedores en Londres para el lanzamiento de una sociedad por acciones. El motivo principal fue que las ganancias no eran tan abundantes como esperaba y decidió mejorar la situación. La nueva sociedad tendría como objetivo «dedicarse a la captura del ganado bagual, transporte de animales mansos y de gauchos, desarrollo de ovinos, establecimiento de un almacén en Puerto Stanley, exportación e importación». En 1850 la compañía fue nombrada en los anuncios como The Royal Falkland Land, Cattle, Seal and Fishery Company, cambiando a The Falkland Islands Company Limited en 1951. El 24 de abril de 1851, una asamblea de accionistas británicos funda oficialmente la FIC. Se realizó un acta de constitución de la sociedad y se designó a Thomas Havers como el primer secretario ejecutivo. Lafone se convirtió en un director, y su cuñado J. P. Dale, en el primer gerente de la compañía en las islas.
La compañía heredó y amplió la posesión de las tierras de Lafone (en el sur de la isla Soledad), otorgadas por la reina Victoria en 1846. La FIC intervino con sus influencias para que la cabecera de sus actividades comerciales se centrara allí. Lafone, sobreestimó las potencialidades productivas de las tierras y provocando que la FIC lo demande judicialmente por engaño. Lafone admitió su responsabilidad y se comprometió a abonar una compensación.
Hacia ese momento la mayoría del ganado vacuno salvaje había sido cazado por los gauchos de Lafone y la compañía comenzó a dirigir su atención a la cría de ovejas. En 1857 las operaciones de la compañía se trasladaron de Valle Esperanza, que resultó ser una ubicación agrícola pobre, a Puerto Darwin.

### Monopolio

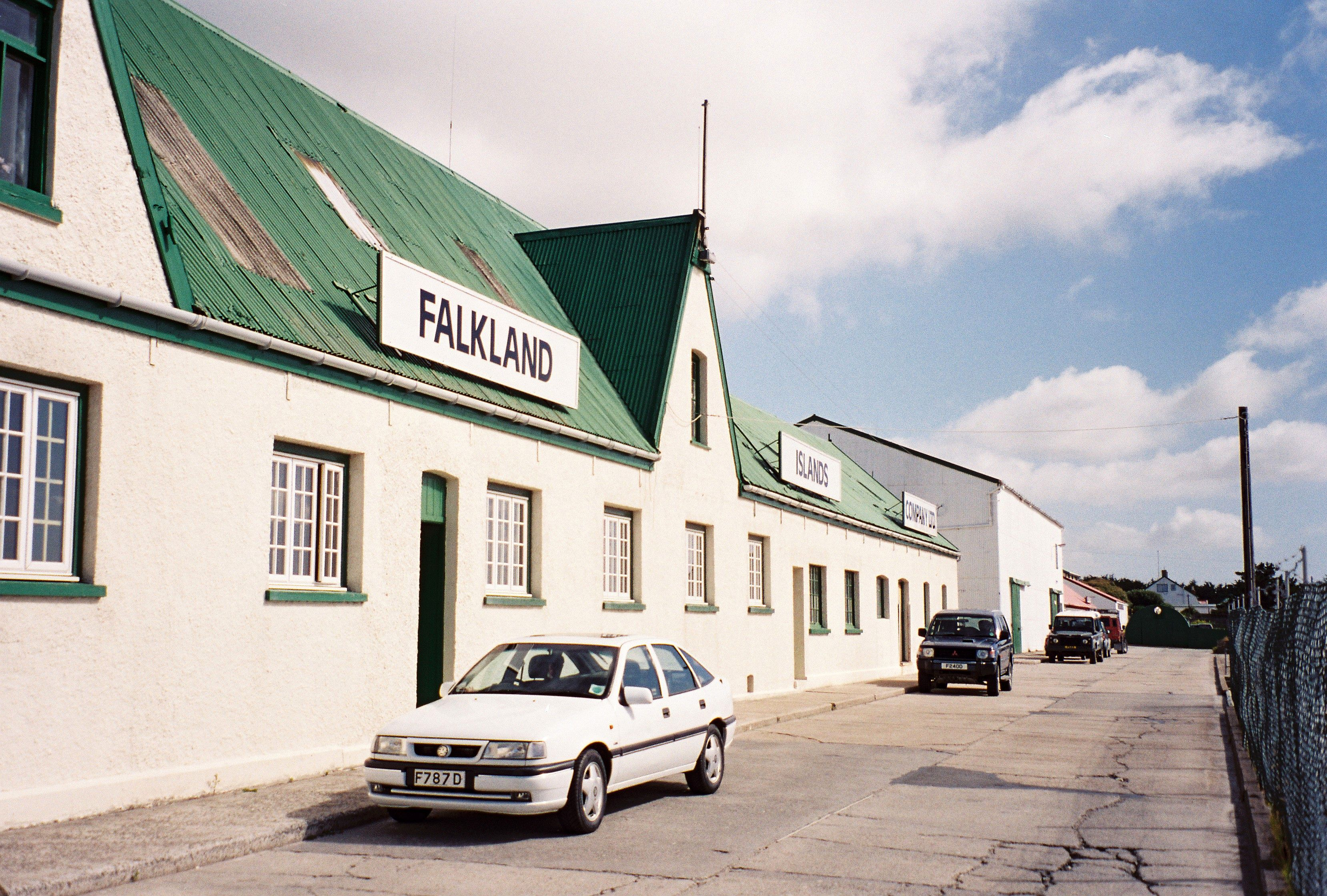
Edificio histórico de la Falkland Islands Company en Puerto Argentino/Stanley.

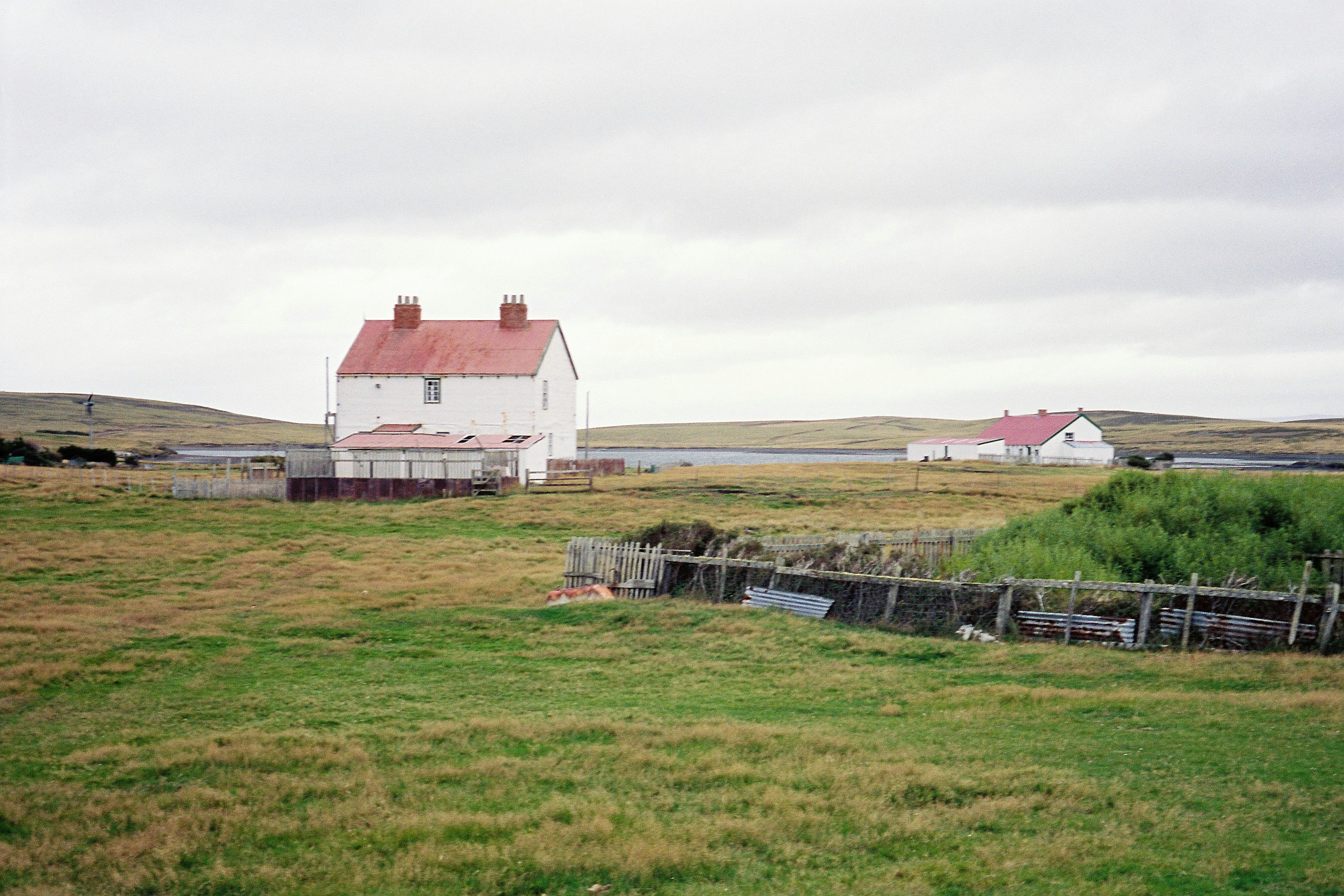
En Puerto Darwin se concentraron las operaciones de la compañía y allí fue donde vivía el gerente.

El crecimiento económico de las islas como colonia británica comenzó solo después que la FIC introdujo con éxito ovejas Cheviot para la obtención de lana, estimulando otras granjas a seguir su ejemplo. Desde entonces, las islas se consolidaron como una colonia pastoril del Reino Unido dedicada a la cría de ovejas, instalando más familias de colonos, oriundos principalmente de Escocia, quienes reemplazaron a los gauchos rioplatenses. Estos colonos reclutados, atraídos o enviados a las islas, fueron los ancestros de los kelpers.
Las primeras ovejas habían sido llevadas a las islas por John Whittington en 1841. Eran de razas Merino, Leicester y Lincoln. Los primeros años de la actividad ovina de las islas fueron dificultosos por las condiciones del viaje, del clima y de enfermedades como la sarna, ya que los animales fallecían, sobreviviendo unos pocos. Lafone llevó ovejas y carneros desde la actual provincia argentina de Río Negro.
En 1860 se terminó el contrato que la empresa había asumido el control con Lafone, quedando la FIC con la posesión absoluta de Lafonia y los derechos exclusivos sobre el ganado que contenía. El gobierno colonial emitió un aviso público anunciando que cualquier persona que caze, hiera, capture o destruya cualquier ganado salvaje de Lafonia sin el permiso escrito del gobernador podía ser multado.
La FIC estableció tiendas y una línea de transporte marítimo. En 1888, compró la firma J M Dean & Sons por acciones. John Markham Dean fue el principal competidor de Lafone, ya que vendía más barato, daba crédito y los colonos confiaban en él. Él había llegado a las islas en noviembre de 1840, administraba un almacén en la capital isleña (West Store, aún en funcionamiento), abrió una plata para desecar pescado, construyó un astillero, compró las explotaciones de algunos colonos, prestaba dinero y fue agente del barco Lloyds. En 1888, cuando falleció, sus hijos vendieron la mayor parte de sus negocios a la FIC, salvo West Store y algunas estancias.
A partir de entonces, la FIC se consolidó como un auténtico monopolio controlando todo en las islas, principalmente el comercio, el transporte y la explotación ovina, hasta la década de 1990. La empresa se transformó en el verdadero poder de la colonia británica. Sus gerentes y encargados fueron figuras importantes en la política de la colonia. Algunas personas atribuyen a la empresa y a la sobreexplotación ovina, el estancamiento de la economía de las islas y el agotamiento de las pasturas.
La FIC también contribuyó a la idea de que los habitantes de las islas (sobre todo antes de 1982), eran «siervos ignorantes» y tratados como ciudadanos de segunda clase por las autoridades de la metrópoli colonial, ya que había mucha dependencia de Inglaterra y todas las tierras estaban a nombre de británicos, habiendo mucha desigualdad socioeconómica hacia los isleños.
En 1884, Carlos María Moyano, militar argentino, fue nombrado primer gobernador del Territorio Nacional de Santa Cruz (luego provincia de Santa Cruz). Tras organizar diverdas localidades, trató de entusiasmar a inversores para colonizar esa región. En 1885 hizo un viaje a las Malvinas, donde compró ovejas y carbón. El entonces presidente Julio Argentino Roca le había dado instrucciones para que procurase atraer a agricultores malvinenses para establecerse en Santa Cruz. La decisión se debió por la proximidad y coincidencia de clima y pastos. Moyano viajó varias veces al archipiélago, logrando éxito su tarea de poblar Santa Cruz con colonos malvinenses y trasladar ovejas para su cría. La primera migración involucró a 16 familias (unas 80 personas) que montaron 27 estancias y que abandonaron las islas para siempre por la presión ejercida por la FIC.
La compañía también fue un agente de Lloyds y poseía un hotel y otras propiedades en las islas. En 1913, comenzó un enlace marítimo con Montevideo, Uruguay. El enlace con Montevideo se convirtió en el primer servicio regular de correos de las islas. La compañía también realizó un arreglo con una empresa marítima alemana que enlazaba regularmente con Punta Arenas, Chile. Desde 1880, un barco de dicha empresa había un transbordo sin cargo hacia Puerto Stanley.
Hacia principios del siglo XX, había en las islas alrededor de 800.000 cabezas lanares. El promedio histórico del siglo fue de unas 600.000, del cual alrededor de la mitad pertenecía a la compañía. La actividad dependía de la demanda externa, las fluctuaciones de los precios y el agotamiento de las pasturas. Para mejorar las razas ovinas, en muchas ocasiones se enviaron ejemplares desde las estancias de la isla Grande de Tierra del Fuego. A finales del siglo XIX se intentó exportar ganado a pie al Reino Unido. Luego, la exportación ovina se concentró en la lana tiendo picos favorables durante la Segunda Guerra Mundial y la Guerra de Corea.

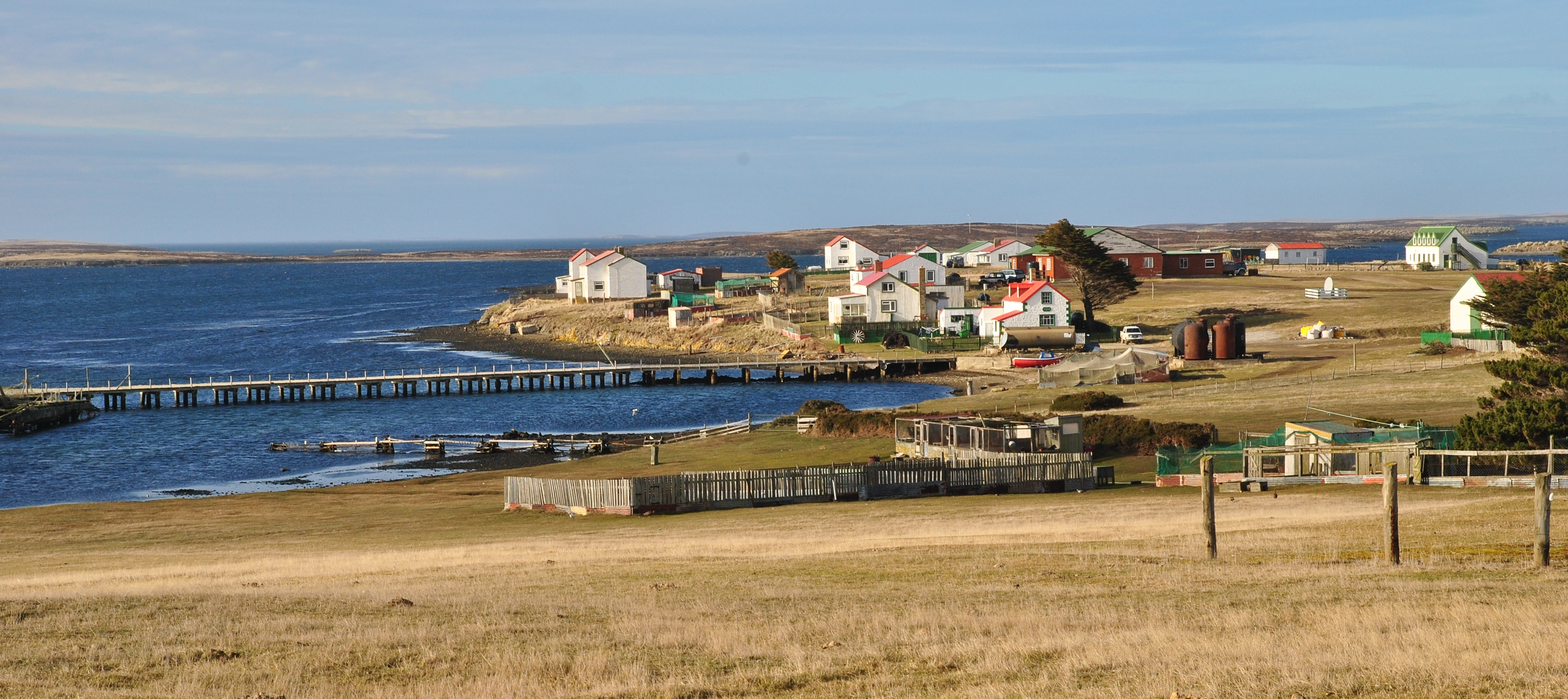
Pradera del Ganso se convirtió en la base de la granja de ovejas de la FIC en 1922.

La compañía abrió una fábrica de conservas y enlatadora de carne en 1911 en Pradera del Ganso, y tuvo un gran éxito durante nueve años debido a la Primera Guerra Mundial. Absorbió una gran proporción de los excedentes de ovejas, pero durante la depresión de los años de posguerra, la fábrica sufrido una grave pérdida y cerró en 1921. Las latas de carne eran de marca Malvinera.
A pesar de ese contratiempo, un año más tarde, el asentamiento creció después de que se convirtió en la base de la granja de ovejas en Lafonia de la FIC en 1922, la población se elevó a casi 200 habitantes, con un mejor manejo de ovejas y lana. En 1927 un enorme establecimiento para la esquila de ovejas fue construido, reivindicando ser el más grande del mundo, con una capacidad para cinco mil ovejas. En 1979, 100 598 ovejas fueron esquiladas en Pradera del Ganso.
Aunque Pradera del Ganso contaba con mayor cantidad de habitantes, los isleños daban más importancia al cercano Puerto Darwin, al punto tal que da nombre al istmo homónimo. Los argentinos percibieron esto durante la guerra de 1982 y suponían que la razón para ello era que en Darwin vivía el gerente de la FIC.
Hacia 1945 poseía 4.900 km² de tierras en las Malvinas (la mitad de las tierras útiles del archipiélago) y un rebaño de 300.000 ovejas. Existen mapas con los límites de las propiedades de los campos de las islas hacia 1936 y 1950. En ambos se aprecia el avance de las tierras de la compañía. Esto se debe a que la FIC ha aprovechado los períodos de crisis para adquirir campos a pequeños estancieros.
En primer lugar, la empresa cotizó en la Bolsa de Valores de Londres en 1962. En 1972, fue adquirida por The Dundee Perth y Londres Shipping Company, y se produjeron cambios de la propiedad antes de que se independize de nuevo como Falkland Islands Holdings en 1997.
El Reino Unido no sólo era quien abastecía las islas, ya que la compañía también tenía vínculos comerciales con Chile:

Por más de 50 años hemos comprado a Chile la madera, la leche, el queso, el yogurt, el vino, la cerveza, los congelados de pollo, cerdo y ternera, así como los productos frescos o los materiales de construcción.
Roger Spink, director de la FIC.

Ernesto Fitte, en su libro Crónicas del Atlántico Sur, habló sobre el poder de la compañía:

El suelo de Malvinas ha sido virtualmente entregado a grandes terratenientes, que son quienes manejan en resumidas cuentas la política colonial de las islas, factor éste de indudable gravitación para dilucidar el problema de restitución del dominio a la República Argentina; téngase bien presente que sobre una superficie global de 14.000 kilómetros cuadrados, hay 1.200.000 hectáreas de tierras aptas que son de propiedad privada, y de la referida extensión 550.000 están monopolizadas por una empresa comercial y sus compañías subsidiarias.

En 1978, también se hablaba en el Reino Unido sobre del poder de la empresa:

Los hombres del Camp [...] viven en casas sujetas a tierras de la compañía. Ellos compran en la tienda de la compañía bienes entregados por un barco de la compañía, y tienen cuentas deducidas de los salarios de la compañía. Muchos de ellos utilizan la compañía como un banco, la lana que esquilan de ovejas de la compañía va a Tilbury, otra vez en un barco de la compañía, donde se descarga en el muelle de la compañía, se almacena en un galpón de la compañía y se vende en el Mercado de lanas de la compañía en Bradford. Mediante directorios y acciones, y por poseer el único medio de transporte y comercialización, la Falkland Islands Company amplía su influencia sobre los pocos terratenientes de las islas. Para bien o para mal, las Malvinas son las islas de la empresa.
Ian Jack, The Sunday Times.

La compañía, durante décadas, fue el principal obstáculo a cualquier negociación entre la Argentina y el Reino Unido por la disputa de soberanía de las islas. En 1968, durante las negociaciones para la transferencia de soberanía de las islas Malvinas, el Foreign Office le mostró al Consejo Ejecutivo de las islas un borrador del tratado que especificaba la apertura de comunicaciones con el continente, de manera progresiva, y la eventual transferencia de soberanía, toda vez que las salvaguardas ofrecidas por la Argentina sean consideradas aceptables por el gobierno británico. La respuesta de los británicos en las islas no fue muy favorable, ya que iniciaron una campaña nacionalista en la prensa y en el Parlamento Británico, para protestar por la inminente «entrega» de las islas a la Argentina. La campaña rindió sus frutos y se creó el Falklands Islands Emergency Committee cuyo director era, a su vez, director de la FIC.
En diciembre de 1970, previo al acuerdo de comunicaciones entre el Reino Unido y la Argentina de 1971, la FIC anunció que suspendería el servicio de transporte marítimo que una vez al mes conectaba las islas con Montevideo, generando desaliento entre los isleños que soñaban con la autosuficiencia sin depender de la Argentina.
En 1974, el gobierno británico consideró la posibilidad de establecer un condominio anglo-argentino. La consulta a los consejeros de las islas debía efectuarse en secreto, pero esto no ocurrió. El director de la FIC en las islas, filtró las conversaciones al activo lobby de presión en el Reino Unido. Este grupo de presión, llamado Falkland Islands Committee actuaba en defensa de los intereses comerciales de la FIC. De inmediato la oposición conservadora protestó en el parlamento y los diarios sensacionalistas hablaron de otra «entrega» de las islas a la Argentina.
Ese mismo año dicho comité también se opuso a que el gobierno británico firmara el acuerdo para abastecimiento de combustible por la empresa estatal argentina YPF. Tanto el comité como la compañía justificaban su postura diciendo que temían que los vínculos más cercanos con la Argentina pusieran en peligro el monopolio de la FIC.
Durante la guerra de las Malvinas de 1982, la Armada Argentina requisó varios buques de la compañía, entre ellos el Forrest, el Penélope y el Monsunen que formaron parte del Apostadero Naval Malvinas.

### Otros negocios
FIH vendió sus explotaciones agrícolas al Gobierno de las Islas Malvinas en 1991 tras el informe Shackleton. Hacia 2004 vendió lo que sería el Falkland Oil and Gas Limited. En 2003 había ingresado al mercado AIM.
Green Patch, con el objetivo de tratar de remediar el desequilibrio propiedad de la tierra en las islas, fue la primera granja de la FIC subdivida entre 1980 y 1981:

En un esfuerzo por aliviar este problema de la dependencia [señalado en el informe Shackleton], y en particular para ofrecer oportunidades a quienes necesitan su propia participación en la economía mediante la obtención de la tierra, la Falkland Islands Company vendió su tenencia en Green Patch de 72.000 acres (290 km²), situado al norte de Stanley [Puerto Argentino]. Este fue adquirido por el Gobierno de las Islas Falkland [Malvinas], subdividido en seis explotaciones distintas y en 1980 fue arrendado a los solicitantes, con la opción de solicitar la posesión plena propiedad después de veinte años.

Shackleton estaba impaciente para ver el impactode la subdivisión de las grandes granjas de la FIC. La compalía no se opuso, ya que estaba implicada en muchas otras actividades en las islas y la desaparición de las estructuras de la granjas se veían como inevitables. Además, la FIC desde los años 1970 era parte de un conglomerado mayor de empresas británicas por lo que las actividades agrícolas en las islas no eran tan importantes.
El asentamiento de Puerto Esteban en la isla Gran Malvina fue una de las últimas estaciones de crías de ovejas más grandes de la FIC, hasta que fue subdividida en 1989.
En 2004 FIH compró el Portsmouth Harbour Ferry Company que opera un ferry de pasajeros a través de la boca del puerto de Portsmouth en Inglaterra. En 2008 compró Momart, una empresa británica que gestiona y almacena obras de arte y antigüedades.

## Empresas

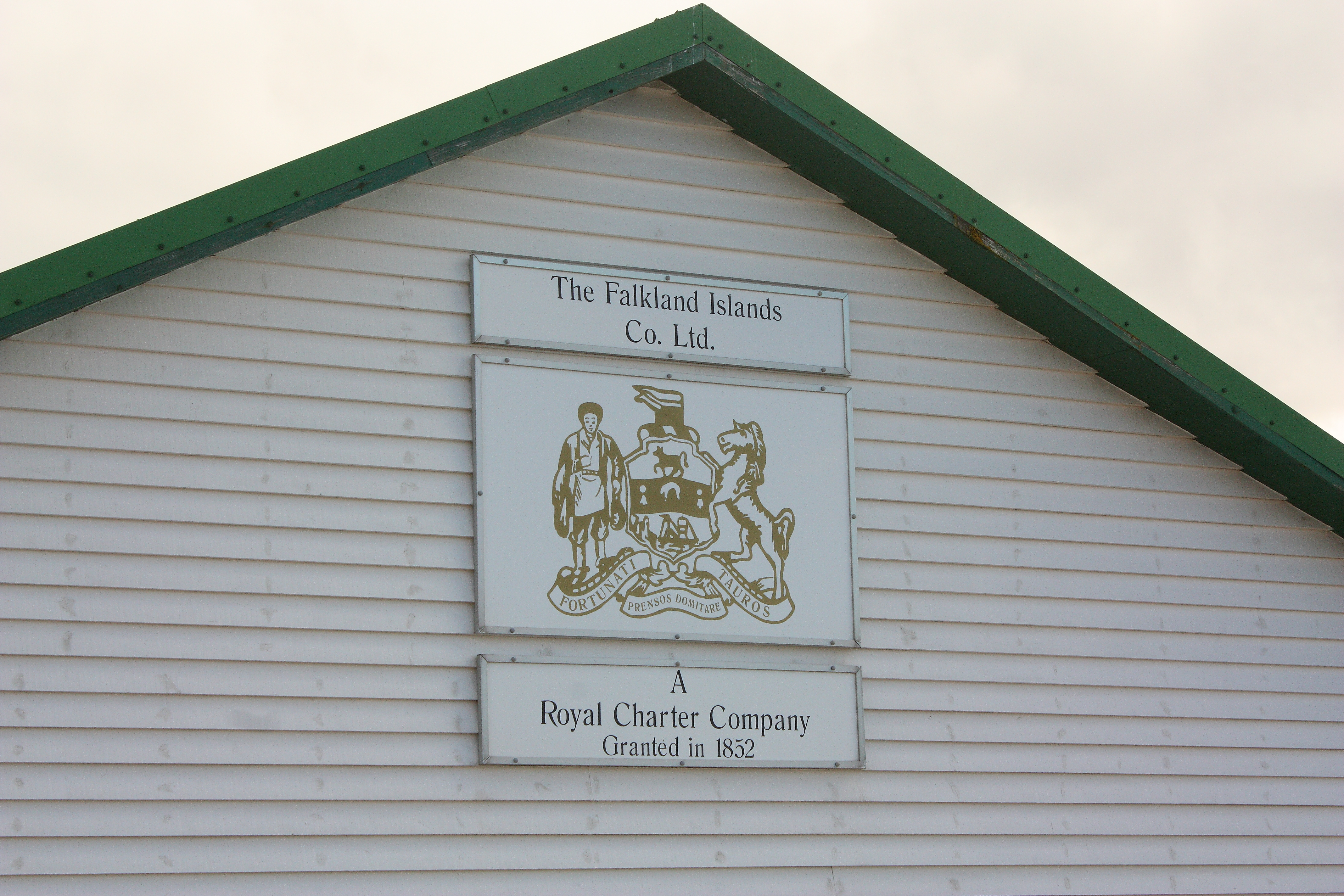
Emblema de la FIC.

Falkland Islands Company Limited (100% propiedad de FIH). Representa alrededor de dos quintas partes de la facturación y los ingresos de la empresa matriz. Hizo que los beneficios de explotación vayan de 1,38 millones de libras en 2009-2010 a 12,43 millones. Las operaciones de FIC son pequeñas para los estándares de un país grande, pero en las Islas Malvinas, que tienen una población de alrededor de 3.000, son cruciales.
- Venta al por menor y distribución de mercadería: posee varios puntos de venta en Puerto Argentino/Stanley y la Base Aérea de Monte Agradable, incluyendo un supermercado (con suministros de Waitrose), una tienda de regalos, una tienda de entretenimiento en el hogar, un centro de cuidado en el hogar, la oficina de un proveedor, una empresa de materiales de construcción y una tienda de ropa. Esta división representa alrededor de dos tercios de la facturación del FIC.
- Hotelería: posee un hotel en la capital isleña.
- Envíos desde Puerto Darwin: el principal vínculo de transporte marítimo entre las Islas Malvinas y el Reino Unido. FIC también puede organiza la navegación de cabotaje y el transporte marítimo con Chile, país con que las islas mantienen lazos comerciales.
- Servicios portuarios: el manejo de carga, almacenamiento, recarga de combustible y mantenimiento.
- Agencia automotriz: un concesionario de Land Rover, una agencia de Caterpillar, y mantenimiento de embarcaciones.
- Propiedad: FIC posee inmuebles residenciales para alquiler, así como las unidades comerciales y de desarrollo de la tierra.
- Seguros: una agencia general de seguros y agencia de Lloyd's of London.

Portsmouth Harbour Ferry Company plc (100% propiedad de FIH). Esta empresa ofrece un servicio de ferry entre Portsmouth y Gosport, dos grandes ciudades de la costa sur de Inglaterra que se encuentran en las penínsulas adyacentes. Lleva alrededor de 3,5 millones de pasajeros al año. El beneficio operativo subyacente en el período 2009-2010 fue de £ 790.000.
Momart (100% propiedad de FIH). Los clientes incluyen la Saatchi Gallery, National Gallery de Londres, Tate Modern, Tate Britain y el Palacio de Buckingham. La compañía recibió una considerable atención de los medios en 2004, cuando un incendio se extendió a uno de sus almacenes de una unidad adyacente, destruyéndose varias obras.

## Inversiones
Falkland Oil and Gas Limited (8,2% propiedad del FIH), es una empresa que ha participado de las exploraciones petroleras sobre mares de las islas Malvinas. FIH vendió 3 millones de acciones, o una quinta parte de sus participaciones, en noviembre de 2009 por 3,6 millones de libras esterlinas, obteniendo una ganancia de 3,1 millones de libras esterlinas. En marzo de 2015, el grupo vendió 7.825.000 acciones por 2,3 millones de libras esterlinas, generando una ganancia de 700.000 libras esterlinas.